# Глен-Ейкерс (Нью-Мексико)
Глен-Ейкерс (англ. Glen Acres) — переписна місцевість (CDP) в США, в окрузі Ідальго штату Нью-Мексико. Населення — 204 особи (2020).

## Географія
Глен-Ейкерс розташований за координатами 32°22′29″ пн. ш. 108°42′58″ зх. д. / 32.37472° пн. ш. 108.71611° зх. д. (32.374699, -108.716008).  За даними Бюро перепису населення США в 2010 році переписна місцевість мала площу 2,47 км², уся площа — суходіл.

## Демографія
Згідно з переписом 2010 року, у переписній місцевості мешкало 208 осіб у 84 домогосподарствах у складі 57 родин. Густота населення становила 84 особи/км².  Було 93 помешкання (38/км²).
Расовий склад населення:
| - 82,7 % — білих - 2,9 % — чорних або афроамериканців - 12,5 % — осіб інших рас |

До двох чи більше рас належало 1,9 %. Частка іспаномовних становила 54,8 % від усіх жителів.
За віковим діапазоном населення розподілялося таким чином: 26,0 % — особи молодші 18 років, 58,6 % — особи у віці 18—64 років, 15,4 % — особи у віці 65 років та старші. Медіана віку мешканця становила 41,6 року. На 100 осіб жіночої статі у переписній місцевості припадало 85,7 чоловіків;  на 100 жінок у віці від 18 років та старших — 92,5 чоловіків також старших 18 років.
Середній дохід на одне домашнє господарство  становив 40 439 доларів США (медіана — 40 938), а середній дохід на одну сім'ю — 42 769 доларів (медіана — 41 625). За межею бідності перебувало 8,3 % осіб, у тому числі 20,0 % дітей у віці до 18 років та 16,0 % осіб у віці 65 років та старших.
Цивільне працевлаштоване населення становило 106 осіб. Основні галузі зайнятості: мистецтво, розваги та відпочинок — 29,2 %, освіта, охорона здоров'я та соціальна допомога — 24,5 %, роздрібна торгівля — 23,6 %.